# Artefakto
Artefakto fue una de las agrupaciones mexicanas más representativas de la escena electrónica de México y Latinoamérica en la década de los años 90.
Apareció en la ciudad de Tijuana, Baja California, México, a principios del año 1989 formada por Pepe Mogt, Jorge Ruiz y Roberto Mendoza, quienes la integraron hasta su desaparición en el año 1999. Su primer álbum fue Synthesis. Su cercanía con los Estados Unidos hizo que fueran reconocidos en las escena subterránea industrial estadounidense. 
En la actualidad, sus integrantes, forman parte de diferentes proyectos que integran el movimiento denominado nortec.

## Discografía
- Syntesis (1989) - Grabaciones lejos del Paraíso
- Des-construcción (1992) - Grabaciones lejos del Paraíso
- Tierra eléctrica (1995) - Opción Sónica
- Interruptor (1997) - Opción Sónica